# Victoria Anne Wassell Graham
Victoria Anne Wassell Smith de Graham (1950) es una botánica inglesa, que desarrolla su actividad científica en el "Departamento de Botánica", del Royal Botanic Gardens, Kew.

## Algunas publicaciones
- victoria a.w. Graham. 1988. Delimitation and Infra-Generic Classification of Justicia (Acanthaceae). Kew Bulletin 43 ( 4): 551-624 74 pp. resumen en línea

- La abreviatura «V.A.W.Graham» se emplea para indicar a Victoria Anne Wassell Graham como autoridad en la descripción y clasificación científica de los vegetales.[3]

A enero de 2015, posee 132 accesiones de nuevas identificaciones de especies y variedades del género Justicia de la familia Acanthaceae.